# Teobaldo III de Blois

Escudo de armas do condado de Blois.

Teobaldo III de Blois (em francês:  Thibaud III de Blois; 1012 - 1089)) foi conde de Blois, Meaux e Troyes.
Teobaldo herdou entre outros, os condados de Blois, de Tours e de Chartres, de Châteaudun, de Sancerre. Em Champanhe, herdou os territórios de Château-Thierry, Provins e Saint Florentin. Seu irmão Estevão herdou os condados de Meaux, de Troyes e de Vitry-le-François.
Teobaldo, conspirou contra o rei de França Henrique I de França (Reims, 4 de Maio de 1008 - Vitry-aux-Loges, 4 de Agosto de 1060), tendo sido afastado da corte em 1044 e teve que desistir do concelho de Tours para reconquistar sua liberdade. 
A partir de então o centro do poder para a Casa de Blois mudou-se para Champanhe. Teobaldo no entanto encontrou maneira de se voltar a aproximar da corte real de novo e ganhar influência.
Conseguiu inclusive obter o título de Conde Palatino, que seu pai tinha usado antes. Usou essa influência para obter controle sobre bens de seu irmão em Champanhe que foram herdadas por seu sobrinho menor Odão de Champanhe (1040 - 1115), Conde de Champanhe. Odão mais tarde juntou-se o exército de Guilherme I de Inglaterra, "o Conquistador"  (Falaise, Normandia, de 1028 - perto de Ruão, França, 9 de Setembro de 1087), participou da Batalha de Hastings, casou com a irmã de Guilherme e tornou-se Aumale e Holderness.
Teobaldo teve uma posição de poder considerável, que aumenta quando ele se casou com a filha de Raul de Valois. De 1074 em diante, ele deixou seu filho Estêvão II, Conde de Blois (1045 - 19 de Maio de 1102) no controle de Blois, Chateaudun e Chartres.

## Relações familiares
Filho de Eudo II de Blois (983 - 15 de Novembro de 1037), conde de Blois e Ermengarda de Auvérnia (990 - 1040) filha de Guilherme IV de Auvérnia.
Casou por duas vezes. 
A 1ª com Gersenda de Maine, filha de Herbert I do Maine, conde de Maine, com quem teve: 
1. Estêvão II, Conde de Blois (1045 - 19 de Maio de 1102) casado em 1080 com Adela da Normandia (Normandia, França, 1067 - Marcigny-sur-Loire, França, 1137), uma das filhas de Guilherme o Conquistador, rei de Inglaterra e de Matilde da Flandres (1031 - Caen, 2 de novembro de 1083).

Do seu 2º casamento, com Alix de Crepy ou Adela ou ainda Adèle de Valois, filha de Raul II de Valois e Adelaide de Bar sur Aube, teve: 
1. Filipe de Blois que foi bispo de Châlons-sur-Marne.
2. Eudo IV de Blois, que herdou os territórios de Champanhe (Troyes), no entanto morreu em 1093, deixando os bens de seu irmão Hugo.
3. Hugo de Champanhe, também denominado Hugo de Rouen e St. Hugh, que se tornou o primeiro a ser chamado de conde de Champanhe.